# 岩倉具成
岩倉 具成（いわくら ともなり）は、江戸時代前期の廷臣。

## 経歴
参議・岩倉具詮の子として誕生。母は不詳。
岩倉家の当主の一人ではあるが、13歳にして早世している。官位も従五位下止まりだった。岩倉家の家督は千種有維からの養子・乗具が継いだ。